# ARTIST PARADISE
『ARTIST PARADISE』（アーティストパラダイス）は、千葉県のFM局、bayfmの深夜の時間帯で放送されていたラジオ番組である。
1997年2月に、bayfm開局以来平日深夜で放送されてきた『サイバーテレフォンリクエスト』が終了し、深夜枠が一変。歌手、ミュージシャンが日替わりで出演するパーソナリティ番組となった。1997年4月改編で25:00 - 29:00に拡大。おおむね、1時間1番組という構成だった。なお、25時（午前1時）台はそれまでと同じく『MUSIC PULSE』枠が続いていた。半年後の1997年10月からは金曜日深夜にも本番組の枠が設けられた。
末期パーソナリティの一部は、後番組『MOZAIKU NIGHT』の中の箱番組に引き続き出演している。

## パーソナリティ
- ■ - 『MUSIC PULSE』枠として放送されていたパーソナリティ
- ◎ - 『MOZAIKU NIGHT』でも続投したパーソナリティ

### 月曜日
- ポンキチ （1997年2月 - 同年3月、27:00 - 29:00）
- 衛藤利恵■ （1997年4月 - 同年9月、25:00 - 26:00）
- ハルニレ （1997年4月 - 同年9月、26:00 - 27:00）
- 伊能静 （1997年4月 - 1998年3月、27:00 - 28:00） ※ ←火曜日から移動
- SIDE-ONE （1997年4月 - 1998年9月、28:00 - 29:00 → 26:00 - 27:00）
- 小谷美紗子■ （1997年10月 - 1998年3月、25:00 - 26:00）
- 中川優美（Jack&Betty） （1997年10月 - 1998年9月、28:00 - 29:00）
- MALICE MIZER■ （1998年4月 - 同年12月、25:00 - 26:00）
- Fish&Chips （1998年4月 - 1999年3月、27:00 - 28:00）
- L'luvia （1998年10月 - 2001年3月、26:00 - 27:00 → 27:00 - 28:00）
- water （1998年10月 - 1999年9月、27:00 - 28:00 → 26:00 - 27:00）
- Crybaby （1998年10月 - 1999年3月、28:00 - 29:00）
- SURFACE■ （1999年1月 - 同年9月、25:00 - 26:00）
- LOOP THE LOOP （1999年4月 - 2000年3月、28:00 - 29:00）
- 19■ （1999年10月 - 2000年3月、25:00 - 26:00）
- センチメンタル・バス （1999年10月 - 2000年3月、26:00 - 27:00） ※ ←火曜日から移動
- Do As Infinity■◎ （2000年4月 - 2001年3月、25:00 - 26:00）
- ハイパービーム （2000年4月 - 同年9月、28:00 - 29:00）
- Vlidge◎ （2000年10月 - 2001年3月、28:00 - 29:00）

### 火曜日
- 伊能静 （1997年2月 - 同年3月、27:00 - 29:00） ※ →月曜日へ移動
- しゅう（シャ乱Q）■ （1996年4月 - 1998年9月、25:00 - 26:00）
- BONNIE PINK （1997年4月 - 1998年3月、26:00 - 27:00）
- SKIP COWS （1997年4月 - 同年9月、27:00 - 28:00）
- 神谷えり&岡崎葉 （1997年4月 - 同年9月、28:00 - 29:00）
- FEEL （1997年10月 - 1999年9月、27:00 - 28:00 → 26:00 - 27:00）
- 美香（Paradise Lost） （1997年10月 - 1998年9月、28:00 - 29:00 → 27:00 - 28:00） ※ →金曜日へ移動
- SUPERCAR （1998年4月 - 同年9月、28:00 - 29:00）
- 木村世治（ZEPPET STORE）■◎ （1998年10月 - 2001年3月、25:00 - 26:00）
- BAJI-R （1998年10月 - 1999年3月、27:00 - 28:00） ※ →木曜日へ移動
- THE PINK STOCKING CLUB BAND （1998年10月 - 1999年9月、28:00 - 29:00）
- センチメンタルバス （1999年4月 - 同年9月、27:00 - 28:00） ※ →月曜日へ移動
- BREATH （1999年10月 - 2000年3月、26:00 - 27:00） ※ ←水曜日から移動
- 大久保海太 （1999年10月 - 2001年3月、27:00 - 28:00） ※ ←金曜日から移動
- TAKUI （1999年10月 - 2000年9月、28:00 - 29:00）
- Keno◎ （2000年4月 - 2001年3月、26:00 - 27:00）
- 長谷川都◎ （2000年4月 - 2001年3月、28:00 - 29:00）

### 水曜日
- ポンキチ （1997年2月 - 同年3月、27:00 - 29:00）
- 木根尚登■ （1996年10月 - 1997年9月、25:00 - 26:00）
- 及川光博■ （1997年4月 - 1998年3月、26:00 - 27:00 → 25:00 - 26:00）
- SOUP （1997年4月 - 同年9月、27:00 - 28:00）
- 和田弘樹 （1997年4月 - 1998年3月、28:00 - 29:00 → 27:00 - 28:00）
- IZAM（SHAZNA） （1997年10月 - 1998年3月、26:00 - 27:00）
- SPEAK （1997年10月 - 1998年9月、28:00 - 29:00 → 27:00 - 28:00）
- FANATIC◇CRISIS■◎ （1998年4月 - 2001年3月、25:00 - 26:00）
- 谷口崇 （1998年4月 - 1999年3月、26:00 - 27:00 → 27:00 - 28:00） ※ ←金曜日から移動
- Pepperland Orange （1998年4月 - 1999年3月、28:00 - 29:00）
- PIERROT （1998年10月 - 2000年3月、26:00 - 27:00）
- BREATH （1999年4月 - 同年9月、27:00 - 28:00） ※ →月曜日へ移動
- 松本英子 （1999年4月 - 同年9月、28:00 - 29:00） ※ →金曜日へ移動
- ポルノグラフィティ『限界ポルノラジオ』 （1999年10月 - 2000年3月、27:00 - 28:00）
- TЁЯRA （1999年10月 - 2000年3月、28:00 - 29:00）
- 井手麻理子◎ （2000年4月 - 2001年3月、26:00 - 27:00）
- CYCLES （2000年4月 - 2001年3月、27:00 - 28:00）
- TOMATO CUBE◎ （2000年10月 - 2001年3月、28:00 - 29:00）

### 木曜日
- 岡崎葉 （1997年2月 - 同年3月、27:00 - 29:00） ※ →火曜日へ移動
- 中村隆道 （『Bone to run with You』1995年10月 - 1997年3月、25:00 - 25:30）
- coba （『Black Market』1997年4月 - 1998年3月、25:30 - 26:00）
- カンガルーポケッツ （1997年4月 - 同年9月、26:00 - 27:00）
- EL-MALO （1997年4月 - 同年9月、27:00 - 28:00）
- 東郷かおる子 （『ヒッツ・イン・サイド』1997年4月 - 同年9月、28:00 - 29:00）
- TEA FOR THREE （『JUST A NEW DAY』1997年10月 - 1998年3月、25:00 - 25:30）
- Miju （1997年10月 - 1999年3月、26:00 - 27:00）
- Something ELse （1997年10月 - 1998年9月、27:00 - 28:00）
- Swinging Popsicle （1997年10月 - 1998年3月、28:00 - 29:00）
- BLANKEY JET CITY■ （1998年4月 - 2000年3月、25:00 - 26:00）
- オセロケッツ （1998年4月 - 同年9月、28:00 - 29:00）
- キリンジ◎ （1998年10月 - 2001年3月、27:00 - 28:00）
- G-HEAVEN （1998年10月 - 1999年3月、28:00 - 29:00）
- BAJI-R （1999年4月 - 2000年3月、27:00 - 28:00） ※ ←火曜日から移動
- Little Baby （1999年4月 - 同年9月、28:00 - 29:00）
- クラムボン （1999年10月 - 2000年3月、28:00 - 29:00）
- wyolica■ （2000年4月 - 2001年3月、25:00 - 26:00）
- ブリーフ&トランクス （2000年4月 - 2001年3月、26:00 - 27:00）
- 鈴木朋 （2000年4月 - 同年9月、28:00 - 29:00）
- Smooth Ace （2000年10月 - 2001年3月、28:00 - 29:00）

### 金曜日
- 谷口崇 （1997年10月 - 1998年3月、26:00 - 27:00） ※ →水曜日へ移動
- 杏子&スガシカオ （1997年10月 - 1998年3月、27:00 - 28:00）
- Kiroro （1998年4月 - 1999年3月、25:30 - 26:00）
- パンチUFO （『OVER HEAT DX』1998年4月 - 2000年3月、26:00 - 27:00）
- 奈良井恭子 （1998年4月 - 同年9月、27:00 - 28:00）
- 美香（Paradise Lost） （1998年10月 - 1999年9月、27:00 - 27:30） ※ ←火曜日から移動
- SPEAK （1998年10月 - 同年12月、27:30 - 28:00） ※ ←水曜日から移動
- B-LAND （1999年1月 - 同年3月、27:30 - 28:00）
- 木村由姫 （1999年4月 - 同年9月、25:30 - 26:00）
- 大久保海太 （1999年4月 - 同年9月、27:30 - 28:00） ※ →火曜日へ移動
- 松本英子 （1999年10月 - 2000年9月、25:30 - 26:00） ※ ←水曜日から移動
- Blüe （1999年10月 - 2000年3月、27:00 - 27:30）
- S.E.S （1999年10月 - 2000年9月、27:30 - 28:00）
- カナビス （2000年4月 - 2001年3月、26:00 - 27:00）
- Woman's Soul （2000年4月 - 同年9月、27:00 - 27:30）
- 加藤あすか （2000年10月 - 2001年3月、27:00 - 27:30）
- シェキドル◎ （2000年10月 - 2001年3月、27:30 - 28:00）

| Bayfm 平日深夜帯の番組       | Bayfm 平日深夜帯の番組 | Bayfm 平日深夜帯の番組 |
| 前番組                       | 番組名                 | 次番組                 |
| ---------------------------- | ---------------------- | ---------------------- |
| サイバーテレフォンリクエスト | ARTIST PARADISE        | MOZAIKU NIGHT          |